# These Days (singel Bon Jovi)
These Days - singel zespołu Bon Jovi wydany w 1995 za pośrednictwem wytwórni Mercury Records, promujący album These Days. Czwarty singel z albumu; autorami utworu są Jon Bon Jovi (tekst) i Richie Sambora (muzyka). Tekst utworu porusza temat bezdomności, trudności w utrzymaniu znajomości w nowoczesnym świecie. Utwór jest balladą, linia melodyczna oparta jest na pianinie.
Utwór został umieszczony na DVD grupy, Live from London (1995). Znalazł się również na liście utworów trasy koncertowej Lost Highway Tour.
Utwór uplasował się na 7. miejscu listy UK Singles Chart oraz na 38. australijskiej ARIA Charts. W Europie zajął 45. miejsce na listach w Holandii i 31. w Szwajcarii.

## Spis utworów
Sporządzono na podstawie materiału źródłowego.
1. „These Days” (4:31)
2. „Someday I'll Be Saturday Night” (4:38)
3. „These Days” (live) (5:57)
4. „Helter Skelter” (live) (3:20)